# Cleptocaccobius humilis
Cleptocaccobius humilis är en skalbaggsart som beskrevs av D'orbigny 1902. Cleptocaccobius humilis ingår i släktet Cleptocaccobius och familjen bladhorningar. Inga underarter finns listade i Catalogue of Life.